# Maj 2012
| Maj 2012 |
| Månader under 2012: Januari · Februari · Mars · April · Maj · Juni · Juli · Augusti · September · Oktober · November · December ← December 2011 · Januari 2013 → |

## Händelser

### 4 maj
- Katamaranen Tûranor PlanetSolar avslutar som första fartyg med solenergi som enda kraftkälla en världsomsegling i Monaco.[1]

### 6 maj
- Vid den andra omgången av presidentvalet i Frankrike segrar socialistpartiets François Hollande med 52 % över president Nicolas Sarkozy som får 48 %.

### 7 maj
- Vladimir Putin tillträder som Rysslands president efter Dmitrij Medvedev som blir premiärminister.

### 10 maj
- János Áder tillträder som Ungerns president.[2]

### 15 maj
- François Hollande tilltäder som Frankrikes president efter Nicolas Sarkozy.

### 18–19 maj
- Det tredje Spex-SM:et går av stapeln i Örebro.

### 22 maj
- Prinsessan Estelle döps i Slottskyrkan på Stockholms slott.

### 22, 24 och 26 maj
- Den 57:e upplagan av Eurovision Song Contest hålls i Azerbajdzjans huvudstad Baku. I finalen tar Sverige sin femte seger i tävlingens historia, då artisten Loreen med låten "Euphoria" hamnar på första plats.

### 26 maj
- Karl-Petter Thorwaldsson väljs till ny ordförande för LO efter Wanja Lundby-Wedin.